# Tricasses
Os Tricasses foram um povo gaulês que vivia na Champagne, zona central da atual França. Tinham sua capital na cidade de Troyes, junto ao rio Sena, que se chamava Augustobona na época romana. Essa tribo aceitou a ocupação de Roma, integrando-se na província romana da Gália Lugdunense.